# Jean Baptiste Godart
Jean Baptiste Godart, född den 25 november 1775 i Origny, död den 27 juli 1825, var en fransk entomolog. 
Godart blev passionerad av fjärilar som ung och utmanades av Pierre André Latreille genom att skriva en artikel om dessa insekter i Encyclopédie Méthodique. 1821 påbörjade Godart sin Histoire naturelle des lépidoptères ou papillons de France vilken inte slutfördes förrän 1842. Utöver Frankrikes fauna täcker den även exotiska dagaktiva arter.